# UFC on FOX 12
UFC on FOX 12: Lawler vs. Brown（ユーエフシー・オン・フォックス・トゥエルブ：ローラー・バーサス・ブラウン）は、アメリカ合衆国の総合格闘技団体「UFC」の大会の一つ。2014年7月26日、カリフォルニア州サンノゼのSAPセンターで開催された。

## 大会概要
本大会ではロビー・ローラーとマット・ブラウンによるウェルター級王座挑戦者決定戦が組まれた。
Jungle Fightライト級王者チアゴ・トラトール、キャリア9戦全勝のアンドレアス・スタル、8戦全勝のRFAフェザー級王者ブライアン・オルテガ、7戦全勝のギルバート・バーンズ、6戦全勝のヨアナ・イェンジェイチックがUFCデビュー。

## 試合結果

### アーリープレリム
第1試合 フェザー級ワンマッチ 5分3R
○  ノード・ラハト vs.  スティーブン・サイラー ×
3R終了 判定3-0（29-28、29-28、29-28）
第2試合 女子52.8kg契約ワンマッチ 5分3R
○  ヨアナ・イェンジェイチック vs.  ジュリアナ・リマ ×
3R終了 判定3-0（30-27、29-28、30-27）
※リマの体重超過により女子ストロー級から変更。
第3試合 ウェルター級ワンマッチ 5分3R
○  ギルバート・バーンズ vs.  アンドレアス・スタル ×
3R終了 判定3-0（29-28、29-28、29-28）
第4試合 ライト級ワンマッチ 5分3R
○  チアゴ・トラトール vs.  アクバル・アレオラ ×
3R終了 判定3-0（29-28、30-27、30-27）

### プレリミナリーカード
第5試合 フェザー級ワンマッチ 5分3R
○  ブライアン・オルテガ vs.  マイク・デ・ラ・トアー ×
1R 1:39 リアネイキドチョーク
※オルテガの薬物検査失格によりノーコンテスト。
第6試合 ウェルター級ワンマッチ 5分3R
○  ティム・ミーンズ vs.  エルナニ・ペルペトゥオ ×
3R終了 判定3-0（29-28、29-28、29-28）
第7試合 ライトヘビー級ワンマッチ 5分3R
○  パトリック・カミンズ vs.  カイル・キングスバリー ×
3R終了 判定3-0（30-27、30-25、30-24）
第8試合 ライト級ワンマッチ 5分3R
○  ホルヘ・マスヴィダル vs.  ダロン・クルックシャンク ×
3R終了 判定3-0（29-28、29-28、29-27）

### メインカード
第9試合 ライト級ワンマッチ 5分3R
○  ボビー・グリーン vs.  ジョシュ・トムソン ×
3R終了 判定2-1（29-28、28-29、29-28）
第10試合 フェザー級ワンマッチ 5分3R
○  デニス・バミューデス vs.  クレイ・グイダ ×
2R 2:57 リアネイキドチョーク
第11試合 ライトヘビー級ワンマッチ 5分3R
○  アンソニー・ジョンソン vs.  アントニオ・ホジェリオ・ノゲイラ ×
1R 0:44 KO（スタンドパンチ連打）
第12試合 ウェルター級王座挑戦者決定戦（78.2kg契約） 5分5R
○  ロビー・ローラー vs.  マット・ブラウン ×
5R終了 判定3-0（49-46、49-46、48-47）
※ローラーが挑戦権獲得に成功。

### 各賞
ファイト・オブ・ザ・ナイト： ロビー・ローラー vs. マット・ブラウン
パフォーマンス・オブ・ザ・ナイト： アンソニー・ジョンソン、デニス・バミューデス
各選手にはボーナスとして5万ドルが授与された。

### カード変更
負傷などによるカードの変更は以下の通り。
- ヴィスカルジ・アンドレイジ → ギルバート・バーンズ（第3試合）
- マイケル・ジョンソン → ボビー・グリーン（第9試合）